# Pelasgos

Presença pelasga na Grécia segundo fontes antigas

Pelasgos (em grego:  Πελασγοί, Pelasgoí, singular Πελασγός, Pelasgós) era um termo usado por alguns autores da Grécia Antiga para se referir a populações que teriam sido ancestrais dos gregos ou que os teriam antecedido na colonização do território onde hoje em dia está a Grécia, "um termo abrangente que englobava qualquer povo antigo, primitivo e, presumivelmente, autóctone no mundo grego." No geral, "pelasgo" passou a significar, de maneira mais ampla, todos os habitantes autóctones das terras ao redor do mar Egeu, bem como suas culturas, antes do advento da língua grega. Este não é um significado exclusivo, porém os outros sentidos do termo quase sempre necessitam ser especificados quando utilizados. Durante o período clássico da história grega antiga, enclaves caracterizados como pelasgos subsistiram em diversos locais da Grécia continental, Creta e outras regiões do Egeu. As populações que se identificavam como tal falavam um idioma ou idiomas que os gregos identificaram como não sendo grego(s), ainda que alguns autores antigos tenham descrito os pelasgos como gregos. Uma tradição que afirmava que grandes territórios da Grécia teriam sido pelasgos antes de sua helenização também persistiu no mundo antigo; estas partes geralmente se encontravam dentro do domínio étnico que, pela altura do século V a.C., atribuía-se aos falantes de determinada variante do grego antigo, identificados como jônicos.
A classificação da(s) língua(s) pelasga(s), conhecida(s) apenas através de elementos não-gregos existentes no grego antigo, e detectáveis em certos topônimos, bem como a questão de sua relação com os helenos pré-históricos e até mesmo se foi apenas um idioma ou um grupo de línguas, são questões que até hoje não receberam respostas definitivas. O campo de estudo deste tema necessita de evidências adicionais para preencher os espaços em branco. Diversas teorias, antigas e atuais, existem; algumas foram contaminadas por questões nacionalistas contemporâneas, o que pode ter comprometido sua objetividade.
Escavações arqueológicas durante o século XX descobriram artefatos em áreas tradicionalmente habitadas pelos pelasgos, como a Tessália, Ática e Lemnos. Arqueólogos que escavaram em Sesklo e Dimini descreveram a cultura material pelasga como sendo neolítica; outros relacionaram aos pelasgos a cultura material conhecida como "heládica média", e até mesmo à cultura "heládica tardia" da Grécia Micênica, cujo corpus linguístico já se encontra numa forma arcaica do grego. A questão da associação entre a evidência material arqueológica e alguma cultura linguística é levantada por Walter Pohl e outros estudiosos modernos da etnogênese.
Se a língua pelasga era pré-indo-européia ou não, e se porventura chegava a constituir-se de uma única língua ou não, são disputas atuais, coloridas por disputas nacionalistas. Entre as nações cuja descendência pelasga tem sido defendida estão os albaneses, os gregos e os romenos. Há também uma teoria que sugere que os filisteus (ou Peleset) do antigo Levante encontravam-se ligados mais profundamente aos pelasgos. Os acadêmicos então terminaram por usar o termo "pelasgos" quase indiscriminadamente, para indicar todos os habitantes autóctones das terras egéias antes da chegada dos gregos; um número de outras teorias mais recentes quanto à natureza desse povo são discutidas abaixo.
Os pelasgos foram os primeiros a serem conquistados pelos aqueus, ou Civilização Micênica, quando da incursão destes no território grego.

## Uso no grego clássico

### Poetas

#### Homero
O gentílico Pelasgoí (Pelasgos) tem etimologia desconhecida, aparecendo pela primeira vez nos poemos de Homero: na Ilíada os pelasgos aparecem como aliados de Troia. Na seção conhecida pelos acadêmicos como Catálogo de Naus, famosa por preservar uma estrita configuração geográfica, os pelasgos encontram-se entre as cidades helespontinas e as trácias do sudeste da Europa - ou seja, na fronteira helespontina da Trácia (2 840-843). Homero chama a cidade onde vivem de "Larissa" e a caracteriza como de natureza fértil, e seus habitantes como especialmente celebrados por sua habilidade com o dardo. O poeta registra seus chefes como Hípotos e Pileu, filhos de Leto (filho de Teutamo). Na Ilíada (10 428-429) diz-se que acamparam entre a cidade de Troia e o mar.
A Odisseia (17 175-177) localiza os pelasgos em Creta, juntamente com dois povos aparentemente indígenas e dois imigrantes (os aqueus e os dóricos), mas não fornece qualquer indicação quanto à classe a qual pertencem os pelasgos. Em Lemnos (Ilíada, 7 467; 14 230) não há pelasgos, mas uma dinastia miniana. Duas outras passagens aplicam o adjetivo "pelasgo" a um distrito chamado Argos, perto do Monte Ótris no sul da Tessália; e também ao templo de Zeus em Dódona, no Épiro Porém, nenhuma passagem chega a mencionar os próprios pelasgos; helenos e aqueus povoam especificamente a Argos tessálica, enquanto Dódona abriga perebos e eniênios (Iliad, 2 750), que não são jamais descritos como pelasgos. Tem-se a impressão, portanto, de que o termo "pelasgos" era usado na épica homérica de forma conotativa, significando ou "anteriormente ocupado por pelasgos" ou simplesmente como "de época imemorial".

#### Pós-homéricos
Estrabão cita Hesíodo como um alargamento da fase homérica, chamando Dódona de "assento dos Pelasgos" (fragmento 225); o filósofo também fala dum epônimo Pelasgo, o pai de um herói cultural da Arcádia, Licaão. Após Hesíodo, um certo número de autores antigos decompõem sua curta afirmação. Um genealogista antigo, Ásio, descreve Pelasgo como o primeiro homem, literalmente nascido da terra para criar uma raça de homens. Um poeta antigo, Hecateu, faz Pelasgo rei da Tessália (interpretando Iliad 2.681-684); Acusilau aplica essa passagem homérica à chamada "Argos do Peloponeso", a Argólida, e implanta o Pelasgo de Hesíodo, pai de Licaão, numa genealogia peloponésica.

### Historiadores

#### Helânico
Helânico repete essa identificação uma geração mais tarde, reconhecendo esse Pelasgo argivo ou arcadiano com o Pelasgo tessálico de Hecateu. Ésquilo considera Pelasgo como nascido da terra (As Suplicantes I, sqq.), como fê-lo Ásio, e governante dum reino que se estendia de Argos a Dódona e ao Estrímão; porém, em Prometeu Acorrentado 879, os "pelasgos" dão origem ao gentílico tirrenos, aparentemente como sinônimo de "pelasgos". Eurípedes chama os habitantes de Argos "pelasgos" (Orestes 857 e 933, se autêntico).

##### Heródoto
Em Histórias de Heródoto, os pelasgos são citados no fim de uma anedota sobre o esforço do rei Creso por conhecer predições sobre o seu futuro, em que ele busca compreender quem são os helenos e quais são os mais fortes. Heródoto usa deste artifício narrativo para regredir a origem dos gregos e narrar o que ele sabia sobre os pelasgos. Na versão sobre os pelasgos de Heródoto os descendentes deles seriam os iônicos, pois os dóricos seriam um povo que veio da Ftia, região da Tessália e que ao chegar ao Peloponeso receberam o nome de dórios. Segundo Heródoto, valendo-se do argumento baseado no testemunho direto ou indireto, algumas cidades gregas como Crestona e da região da Placia ainda mantinham língua "bárbara" que Heródoto supõe ser uma antiga língua pelasga.
Como Homero, Heródoto possui usos tanto denotativos como conotativos. O autor descreve os pelasgos como um povo contemporâneo a ele, falante de dialetos mutuamente ininteligíveis:
- na Plácia e na Escilácia, na costa asiática do Helesponto;
- perto de Crestônia no Estrimão; é nesta área que estão os vizinhos "tirrenos" (Guerras Persas 1.57).

#### Dionísio de Halicarnasso
Nas Antiguidades Romanas, Dionísio de Halicarnasso em várias páginas dá uma interpretação sinóptica dos Pelasgos com base nas fontes então disponíveis para ele, concluindo que os pelasgos eram gregos:
Posteriormente, alguns dos Pelasgos que habitavam a Tessália, como agora é chamada, sendo obrigados a deixar seu país, estabeleceram-se entre os aborígines e juntamente com eles fizeram guerra aos Sicels. É possível que os aborígines os tenham recebido em parte na esperança de obter sua ajuda, mas acredito que foi principalmente por causa de seu parentesco; pois os pelasgos também eram uma nação grega originária do Peloponeso [...]
Ele acrescenta que a nação vagava muito. Eles eram originalmente nativos da "Argólida dos aqueus" descendentes de Pelasgo, o filho de Zeus e Níobe. Eles migraram de lá para a Haemonia (mais tarde chamada de Tessália), onde "expulsaram os habitantes bárbaros" e dividiram o país em Ftiótida, Acaia e Pelasgiótide, em homenagem a Aqueu, Ftio e Pelasgo, "os filhos de Larissa e Poseidon". Posteriormente, "por volta da sexta geração eles foram expulsos pelos Curetes e Léleges, agora chamados de Etólios e Lócrios".
De lá, os pelasgos dispersaram-se para Creta, as Cíclades, Histaeotis, Beócia, Fócida, Eubeia, a costa ao longo do Helesponto e as ilhas, especialmente Lesbos, que haviam sido colonizadas por Macar, filho de Crinacus. A maioria foi para Dodona e, eventualmente, repelidos de lá para a Itália (então chamada de Saturnia), eles pousaram em Spina, na foz do rio Pó. Outros ainda cruzaram as montanhas dos Apeninos para a Úmbria e, expulsos de lá, foram para o país dos aborígines, onde consentiram em um tratado e estabeleceram-se em Vélia. Eles e os aborígenes conquistaram a Úmbria, mas foram desapropriados pelos tirrenos. O autor continua a detalhar as tribulações dos Pelasgos e então passa para os Tirrenos, que ele tem o cuidado de distinguir dos Pelasgos.